# روبرت راينك
روبرت راينك (بالألمانية: Robert Reinick)‏ (و. 1805 – 1852 م) هو شاعر، ومؤلف، ورسام، وكاتب ألماني، ولد في غدانسك، توفي في درسدن، عن عمر يناهز 47 عاماً.

## روابط خارجية
- روبرت راينك على موقع ميوزك برينز (الإنجليزية)
- روبرت راينك على موقع ديسكوغز (الإنجليزية)